# Cisternone (Torino)

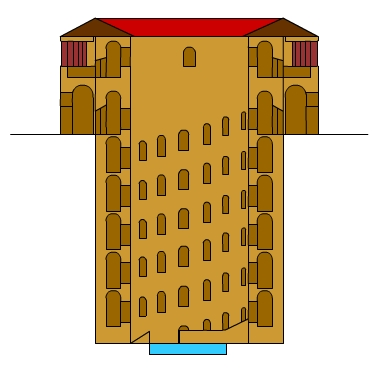
Il Cisternone della Cittadella di Torino

Il Pozzo Grande della Cittadella di Torino (Cisternone), costruito fra il 1565 e 1567 su progetto di Francesco Paciotto da Urbino, faceva parte della cittadella fortificata della città. Era stato realizzato per rendere autonoma idricamente la città in caso di assedio. L'antica ubicazione del pozzo era al centro della piazza d'Armi della cittadella.

## Storia
Dopo poco più di un secolo dalla sua costruzione, esattamente il 20 agosto 1698 alle 3 di notte, un fulmine colpì la polveriera principale della cittadella facendo esplodere 78.370 kg di polvere nera che distrusse gran parte degli edifici interni della piazza e provocò ingenti danni nella città e nei paesi attigui. Anche il Mastio della Cittadella, che fu quasi l'unica cosa rimasta in piedi dopo l'esplosione, fu completamente scoperchiato dallo spostamento d'aria. In questa terribile esplosione che scosse l'intera città le vittime furono 100 e i feriti 200.
Successivamente tutti gli edifici distrutti o danneggiati furono ricostruiti, tranne l'anello superiore del Cisternone che non venne ricostruito anche per via della eccessiva visibilità dal di fuori della Cittadella, che in caso di attacco sarebbe stata sicuramente un ottimo bersaglio per i cannoni nemici.
Assiduamente utilizzato nell'assedio del 1706, verso la fine dell'XVIII secolo cadde in rovina. Quando nel 1799 la cittadella era sotto controllo dei francesi repubblicani e assediata dalle truppe austro-russe, il pozzo venne molto probabilmente colpito e pesantemente danneggiato durante le 29 ore di cannoneggiamenti provenienti dalle campagne circostanti. Alla riconquista della cittadella da parte delle truppe austro-russe (1800), il pozzo venne utilizzato come enorme fossa comune per seppellire i cadaveri dei francesi vittime del bombardamento e colmata di detriti e terra e sigillata con calce.

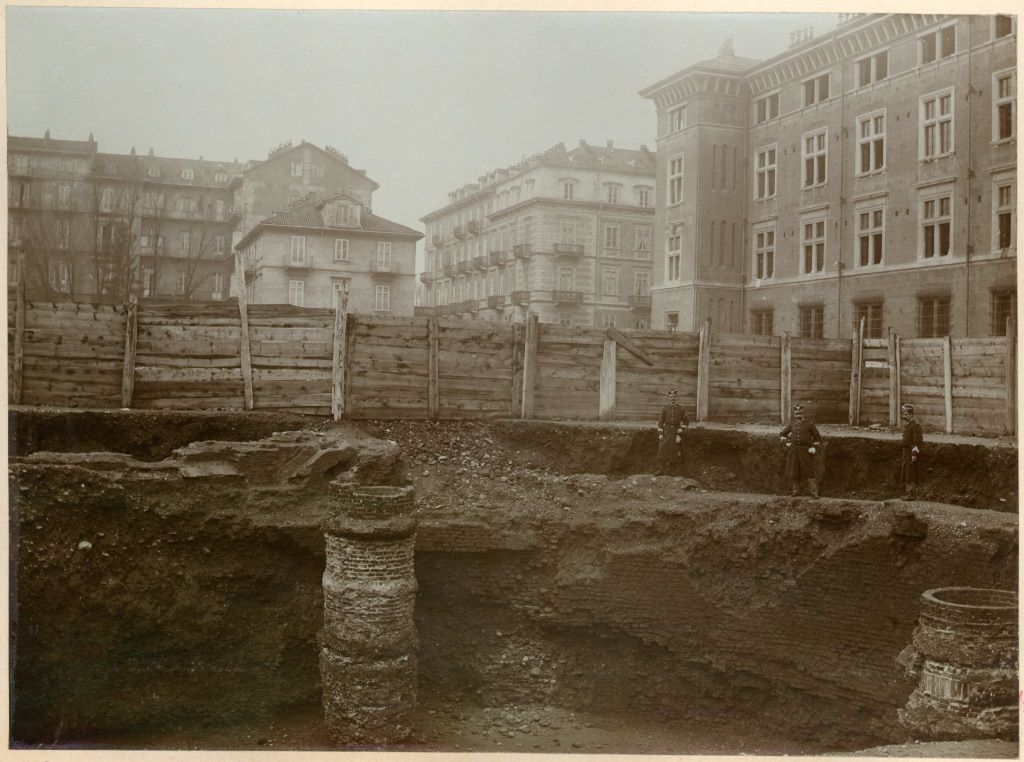
Foto di Mario Gabinio degli scavi del cisternone (1896-1897)

Nel 1856-1857 si diede il via alla lottizzazione dell'area dell'antica Cisterna e nel 1898 durante l'edificazione della scuola elementare Ricardi di Netro in Via Valfrè vennero alla luce i muri perimetrali dell'antica struttura.
Dopo altri, quasi 100 anni di oblio e con un edificio scolastico sulla sommità, nel 1995, iniziarono gli studi per il ripristino parziale della struttura e la sua musealizzazione. Il museo doveva essere pronto all'apertura nel 2006, per il trecentenario dell'assedio di Torino del 1706, ma a causa di tagli di fondi e vari ritardi, il recupero è ancora da completare. L'associazione che si occupa dello studio e del recupero di questa struttura è la stessa che si occupa del Museo Pietro Micca.

## Descrizione
L'impianto dell'edificio era molto simile a quello del pozzo di San Patrizio con due rampe elicoidali, una per la discesa e l'altra per la risalita, in modo che il flusso di coloro che accedevano al pozzo scendendo non intralciasse quello di coloro che risalivano, e viceversa. La struttura era divisa in due parti, una emergente, ad anello con doppio ordine di colonnato, quello inferiore in muratura e quello superiore in marmo.
Il diametro dell'edificio era di 20 metri, mentre il pozzo vero e proprio scendeva fino alla falda acquifera alla profondità di 16 metri. Le due rampe di salita e discesa erano larghe 1,54 metri, erano illuminate da finestroni che prendevano luce dalla bocca a cielo aperto della parte superiore e coperte da una volta a botte. L'acqua veniva portata in superficie da bestie da soma e cavalli.